# Millidgea
Millidgea Locket, 1968 è un genere di ragni appartenente alla famiglia Linyphiidae.

## Etimologia
Il genere ha questo nome in onore dell'aracnologo inglese Alfred Frank Millidge (1914-2012).

## Distribuzione
Le tre specie oggi note di questo genere sono state rinvenute in Angola.

## Tassonomia
Dal 1968 non sono stati esaminati esemplari di questo genere.
A giugno 2012, si compone di tre specie:
- Millidgea convoluta Locket, 1968[3] — Angola
- Millidgea navicula Locket, 1968 — Angola
- Millidgea verrucosa Locket, 1968 — Angola